# 2000 YW1
2000 YW1, também escrito como 2000 YW1, é um objeto transnetuniano que está localizado no cinturão de Kuiper, uma região do Sistema Solar. Este objeto é classificado como um provável cubewano. Possui uma magnitude absoluta de 7,0 e tem um diâmetro estimado com cerca de 175 km.

## Descoberta
2000 YW1 foi descoberto no dia 16 de dezembro de 2000 pelos astrônomos M. J. Holman, B. Gladman e T. Grav.

## Órbita
A órbita de 2000 YW1 tem uma excentricidade de 0,000 e possui um semieixo maior de 42,920 UA. O seu periélio leva o mesmo a uma distância de 42,920 UA em relação ao Sol e seu afélio a 42,920 UA.